# Test de Ames
El test de Ames es un ensayo biológico para evaluar el potencial mutagénico de compuestos químicos. Puesto que el cáncer está vinculado a menudo con el daño del ADN, la prueba también sirve como un ensayo rápido para estimar el potencial cancerígeno de un compuesto, ya que las pruebas estándar para la carcinogenicidad hechas sobre roedores toman años para completarse y son caras de realizar. El procedimiento se describe en una serie de documentos de principios de 1970, escritos por Bruce Ames y su grupo en la Universidad de California, Berkeley

## Historia
Mediante la mutación inducida, se han conseguido métodos sensibles para detectar mutaciones. En 1956, Demerec mediante sistemas bacterianos, como Salmonella, investigó la detección de mutágenos ambientales. Más tarde, en 1971, se descubre la importancia que tiene la incubación de bacterias junto con enzimas metabólicas del hígado de roedores para detectar mutaciones. 
En 1975, en la Universidad de California, se desarrolla el Test de Ames, como se conoce actualmente.

## Procedimiento general
Esta prueba utiliza varias cepas de la bacteria Salmonella Typhimurium alteradas genéticamente para presentar mutaciones en los genes implicados en la síntesis de histidina. A causa de dichas mutaciones, estas bacterias requieren de un suministro externo de histidina para su crecimiento. El ensayo pone a prueba la capacidad del mutágeno para provocar una alteración genética en las bacterias que permita el retorno al crecimiento en un soporte libre de histidina. Las cepas del probador están especialmente construidas para tener una mutación por desplazamiento del marco de lectura o puntual en los genes necesarios para sintetizar histidina, que permite la detección de mutágenos que actúan a través de diferentes mecanismos. Algunos compuestos son muy específicos, causando reversiones en solo una o dos cepas. El probador de cepas también lleva mutaciones en los genes responsables de la síntesis del lipopolisacárido, haciendo que la pared celular de las bacterias sea más permeable, y en la supresión reparan el sistema para hacer la prueba más sensible. En el ensayo también se añaden enzimas del hígado (provenientes de extracto de hígado de rata) para simular el efecto del metabolismo, ya que algunos compuestos —como el benzopireno— no son mutagénicos, pero sí lo son sus productos metabólicos.
Las bacterias se extienden sobre una placa de agar con una pequeña cantidad de histidina y el compuesto químico cuyo efecto mutagénico se quiere comprobar. Esta pequeña cantidad de histidina en el medio de cultivo permite a las bacterias crecer por un tiempo inicial y tener la oportunidad de mutar. Cuando la histidina se agota, solo las bacterias que hayan mutado para obtener la capacidad de producir su propia histidina van a sobrevivir y multiplicarse. En el experimento la placa se incuba durante 48 horas, y la mutagenicidad de la sustancia será proporcional al número de colonias observadas en la placa.

## Ventajas
1. Es una prueba sencilla y rápida para detectar si una sustancia es mutagénica.
2. Es un test para la identificación rápida de la producción de cáncer por sustancias.
3. Existe una similitud entre las lesiones que se producen en el ADN de la bacteria y en las células humanas.
4. Gran amplificación biológica.

## Inconvenientes
Puesto que la Salmonella es una célula procariota, no es el modelo más adecuado para simular el efecto mutagénico de un compuesto en células humanas. Por ello se han adaptado modelos in vitro para algunas células eucariotas como la levadura, y se están probando nuevos experimentos combinando el test de Ames con modernas técnicas basadas en el uso de ADN recombinante.

## Salmonella thyphimurium
Se utiliza esta especie porque tiene un genoma pequeño. Solo ciertos compuestos con capacidad mutagénica pueden revertir las mutaciones de histidina que han sido introducidas en esa cepa. Las modificaciones se han realizado a nivel de la pared celular, de los mecanismos de reparación del ADN, e introduciendo un plásmido que hace errónea la duplicación del ADN.
Las cepas utilizadas son las siguientes: TA 97a, TA 98, TA 100, TA 102, TA 1535, TA 1538.